# Родникове Озеро
Роднико́ве О́зеро (рос. Родниковое Озеро) — селище у складі Новосергієвського району Оренбурзької області, Росія.

## Населення
Населення — 163 особи (2010; 155 у 2002).
Національний склад (станом на 2002 рік):
- росіяни — 84 %